# Định lý Pappus (6 điểm)

Điểm X, Y, Z nằm trên đường thẳng Pappus

Định lý Pappus là một định lý trong hình học phẳng, đặt theo tên một nhà toán học người người hy lạp là Pappus của Alexandria. Nội dung định lý Pappus như sau: cho sáu điểm bất kỳ A,B,C nằm trên đường thẳng thứ nhất, A',B',C' nằm trên đường thẳng thứ hai khi đó giao điểm của các cặp đường thẳng (AB', A'B), (BC',B'C), (CA', C'A) nằm trên một đường thẳng. Đường thẳng này gọi là đường thẳng Pappus.
- Có nhiều cách chứng minh cho định lý này, ví dụ chứng minh bằng cách sử dụng định lý Menelaus, sử dụng số phức, hoặc bằng các phương pháp tọa độ.....
- Định lý Pappus là trường hợp đặc biệt của định lý Pascal